# 中国人民解放军四川省军区
中国人民解放军四川省军区，是中国人民解放军现属中央军事委员会国防动员部的一个省级军区，管辖范围为四川省。

## 历任主官

### 司令员
- 凌峰（2011年10月－2013年11月）[1]
- 李亚洲（2013年11月－2015年3月）[2][3]
- 杨光跃（2015年3月－2015年7月）[4]
- 姜永申（2015年7月－2020年4月）[5]
- 曲新勇（2020年4月－2021年7月）
- 朱平江 (2021年7月)

### 歷任副司令员
- 陈子植
- 陈新年
- 王盛槐
- 杨吉贵
- 张玉成
- 梁俊亭
- 阳自碧
- 苏巍
- 酈斌
- 馬雄
- 邵荣德

### 政治委员
- 叶万勇（2006年10月－2013年11月）
- 刘家国（2014年－2017年1月）[3]
- 冷志义（2017年8月－2018年6月）
- 杜抗战（2018年10月－2020年7月）
- 程东方（2020年7月－2021年4月）
- 田晓蔚（2021年4月－）